# Davide Kovač
Davide Kovač (Taranto, 19 novembre 1999) è un pallavolista serbo, schiacciatore del Corona Brașov.

## Biografia
È figlio dell'allenatore di pallavolo ed ex pallavolista Slobodan Kovač.